# Kościół św. Małgorzaty i Michała Archanioła w Błennie
Kościół św. Małgorzaty i Michała Archanioła w Błennie – zabytkowy, katolicki kościół parafialny znajdujący się w Błennie, w powiecie włocławskim, gminie Izbica Kujawska. Według Sary Szerszunowicz z Narodowego Instytutu Dziedzictwa stanowi wyjątkowy w skali regionu przykład neostylowego budownictwa sakralnego. Wpisano go do rejestru zabytków (wraz z ogrodzeniem i otaczającym go starodrzewiem) 24 marca 1998 pod numerem A 489. Funkcjonuje przy nim parafia św. Małgorzaty.

## Historia kościoła i kultu Matki Bożej Łaskawej Księżnej Kujaw
Kult Matki Bożej sięga co najmniej XV wieku. W 1517 r. biskup sufragan Aleksander Myszyński konsekrował miejscowy kościół i nadał nawiedzającym go odpusty, co świadczy o jego znaczeniu pielgrzymkowym. Czczony obraz Matki Bożej Łaskawej Księżnej Kujaw, uznawany za cudowny, mógł zostać przywieziony z Częstochowy przez pielgrzymów pod koniec XVI wieku i zastąpić wcześniejsze wizerunki. Kolejną świątynię we wsi zbudowano z drewna w latach 60. XVIII wieku z fundacji kolatora Bielickiego. W 1786 r. papież Pius VI nadał świątyni przywileje odpustowe. Skutek był taki, że już w początkach XIX wieku zaistniała potrzeba budowy jeszcze większego kościoła, który sprostałby potrzebom licznie gromadzących się pielgrzymów i wiernych. Obecny nowy murowany kościół wzniesiono w latach 1861–1878, w którym obraz Matki Bożej Łaskawej Księżnej Kujaw umieszczono w głównym ołtarzu. 
Decyzją Biskupa Wiesława Meringa z dnia 8 września 2014 roku świątynia w Błennej z cudownym obrazem Matki Bożej została proklamowana oficjalnie sanktuarium Matki Bożej Łaskawej Księżnej Kujaw. Koronacja Cudownego Obrazu miała miejsce w dniu 15 sierpnia 2015 roku. 

## Architektura i wyposażenie
Obecny kościół powstał w stylu neoklasycystycznym i z niewielkim detalem neobarokowym. Tynkowany obiekt jest jednonawowy, wyposażony w transept (na skrzyżowaniu sygnaturka) i orientowany. Nawa zakończona jest prezbiterium z absydą. Kościół ma wieżę od zachodu. Dach jest dwuspadowy, pokryty blachą, a na wieży namiotowy, zwieńczony iglicą. Część wejściowa (parterowa), nad którą góruje wieża, zwieńczona jest attyką. Cofnięta ściana głównego korpusu (nawowego) posiada spływy wolutowe ze sterczynami. Wieżę wieńczą tympanony, pod którymi znajdują się triforia z oknami i blendami, a kondygnację niżej biforia. Wszystkie okna ujęto profilowanymi opaskami. 
Wewnątrz kościoła stoi rokokowa chrzcielnica oraz wiszą obrazy: 
- Pietà z XVIII wieku, w ramie rokokowej,
- Święty Izydor z początku XIX wieku[4].

Na wyposażeniu są też dwie rokokowe rzeźby patronów świątyni. Kościół mieści łącznie 26 zabytków ruchomych, w tym ołtarz główny, organy, ambonę i stacje drogi krzyżowej.

## Tablice pamiątkowe
W kościele wmurowano następujące tablice pamiątkowe:
- upamiętniającą konsekrację świątyni przez ówczesnego biskupa kujawsko-kaliskiego, Wincentego Teofila Popiela, która odbyła się 12 czerwca 1878,
- ku czci księdza Jana Morzyckiego (miejscowego parafianina), zamordowanego przez Niemców w czasie powstania warszawskiego podczas udzielania posługi kapłańskiej,
- upamiętniające lokalnych właścicieli ziemskich: Orzechowskich, Pławińskich, Kosińskich, Kownackich i Rybińskich (pięć sztuk z XIX wieku), w tym m.in. Antoniego Chmielewskiego, oficera wojsk polskich (zmarłego w marcu 1865)[6].